# Fanny Fern
Pour les articles homonymes, voir Fern.
Sara Willis Parton, dite Fanny Fern, née le 9 juillet 1811 et morte le 10 octobre 1872, est une chroniqueuse populaire, humoriste, romancière et auteure d'histoires américaine pour enfants. Son immense popularité dans les années 1850-1870 a été attribuée à son style de conversation facile et à la proximité de ses sujets avec le public féminin des classes moyennes. En 1852, elle devient la première femme de lettres à disposer d'une chronique régulière dans la presse ; en 1855, elle obtient 100 $ par semaine pour sa chronique New York Ledger et devient l'auteur le mieux payé de la presse américaine.
Son œuvre la plus connue, l'autobiographie fictive Ruth Hall (1854), est devenu l'un des sujets d'études littéraires favoris des féministes comme Nina Baym et Jane Tompkins.

## Biographie
Née à Mortland dans le Massachusetts, aujourd'hui dans le Maine, Sarah Payson Willis est la cinquième des huit enfants du patron de presse Nathaniel Willis et d'Hannah Willis et la sœur de Nathaniel Parker et de Richard Storrs Willis. À sa naissance, elle reçoit le nom de Grata Payson Sara Willis, son père ayant insisté pour la baptiser « Grata Payson », d'après la mère d'un ministre qu'il admirait, mais le reste de la famille n'aimait pas « Grata » et elle devint « Sara ». Son nom a souvent changé durant sa vie, et ces changements témoignent de son évolution — quand elle décide d'abandonner le prénom de « Grata », elle prend ses distances avec la religiosité orthodoxe de son père. Son nom change encore avec ses trois mariages. Quand elle entre en littérature, elle choisit le pseudonyme de « Fanny Fern ». Elle choisit ce nom de plume car il lui rappelle son enfance, quand sa mère triait des feuilles de fougères (« fern »). Elle considérait ce nom comme le plus convenable et l'utilisait également dans sa vie personnelle ; la plupart de ses amis et des membres de sa famille l'appelaient « Fanny ». Quand elle meurt, sur sa pierre tombale est inscrit le nom de « Fanny Fern ».
Fern suit des études dans la pension de Catharine Beecher à Hartford (Connecticut) ; là, bien que Beecher l'ait plus tard décrite comme l'une de ses « filles au pire comportement » (tout en affirmant qu'elle « l'aimait le plus »), elle obtient son premier succès littéraire quand ses compositions sont publiées dans le journal local. Elle étudie également au séminaire pour filles de Saugus. Elle retourne ensuite chez ses parents, où elle écrit et publie des articles dans le journal de son père, The Puritan Recorder. Elle se marie avec Charles Harrington Eldredge, un caissier de banque, en 1837, avec lequel elle a trois filles : Mary Stace (1838), Grace Harrington (1841) et Ellen Willis (1844). Après sept années heureuses, la mère et Ellen, la jeune sœur de Fern, meurent au début de 1844 ; puis, en 1845, sa sœur aînée Mary meurt d'une fièvre du cerveau. Peu après, son époux Charles succombe à une fièvre typhoïde. Fern sombre alors presque dans l'indigence. Avec l'aide médiocre de son père et de ses beaux-parents, et sans l'appui de son frère Nathaniel, elle et ses deux filles survivantes se battent pour joindre les deux bouts. Son père la convainc de se remarier ; elle suit sa suggestion et se marie avec Samuel P. Farrington, un marchand, en 1849. Le mariage est une erreur ; incapable de faire face à l'extrême jalousie de son époux, elle le quitte en 1851, ce qui scandalise sa famille.
Fern publie d'abord de petits textes satiriques dans Olive Branch et True Flag, des journaux de Boston. En 1852, toute seule de nouveau avec ses deux filles à éduquer, Fern entre, sérieusement cette fois, dans la carrière littéraire ; elle commence à écrire une chronique régulière dans un journal de New York, Musical World and Times, ce qui n'était jamais arrivé à une femme auparavant. L'année suivante, elle publie à la fois Fern Leaves from Fanny's Portfolio, une sélection de ses chroniques les plus sentimentales, et Little Ferns for Fanny's Little Friends, un livre pour enfants. En 1853, son divorce avec Farrington est finalisé. En une année, Fern Leaves se vend à presque 100 000 exemplaires en Angleterre et aux États-Unis. Ses droits d'auteur s'élèvent à dix cents par exemplaire, et ses revenus lui permettent d'acheter une maison à Brooklyn (New York) et de vivre dans le confort. Juste trois ans après ses débuts, en 1855, elle reçoit 100 $ par semaine pour sa chronique dans le New York Ledger, ce qui fait d'elle la chroniqueuse la mieux payée du pays. Elle écrit avec une grande prolixité durant les vingt années suivantes, paraissant dans divers journaux.
Fern a également écrit deux romans. Le premier, Ruth Hall (1854), décrit le bonheur de ses jeunes années avec Eldredge, la pauvreté et l'humiliation qu'elle endure après la mort de celui-ci et son combat pour obtenir l'indépendance financière comme journaliste. La plupart de ses personnages sont une présentation légèrement voilée de gens que Fern a connus, et plusieurs — ceux qui ne l'avaient pas aidée quand elle était dans le besoin, notamment son père, ses beaux-parents, son frère et deux éditeurs de journaux — apparaissent sous un jour peu flatteur. Quand l'identité de Fern est révélée, peu après la publication du roman, plusieurs critiques sont scandalisés par cette satire à l'encontre de ses propres parents et décrient son manque de piété filial et de « douceur féminine » dans sa façon de chercher sa revanche. La critique a profondément blessé Fern ; son second roman, Rose Clark, est moins autobiographique et présente une héroïne douce et féminine plus conventionnelle ; un personnage secondaire, cependant, retrace la débâcle du mariage de convenance de Fern avec Farrington.
Finalement, Fanny Fern a écrit deux romans, six recueils de chroniques et trois livres pour enfants. She is also credited with coining the phrase, "The way to a man's heart is through his stomach."
En 1856, Fern se remarie, cette fois avec le biographe James Parton. Leur mariage dure jusqu'à sa mort. Sa fille Grace meurt en 1863. Fern continue à écrire avec prolixité, et, en 1868, elle aide à la fondation de Sorosis, une organisation de femmes du monde de la presse. Elle meurt du cancer le 10 octobre 1872. Elle est inhumée au cimetière Mount Auburn de Cambridge (Massachusetts) auprès de son premier époux.

## Œuvres
Recueils de chroniques
- Fern Leaves from Fanny's Portfolio, 1853 (son premier ouvrage et le mieux vendu : 46 000 exemplaires ont été vendus durant les quatre premiers mois et plus de 70 000 en une année.
- Fern Leaves, seconde série, 1854
- Fresh Leaves, 1857
- Folly As It Flies, 1868
- Ginger-Snaps, 1870
- Caper-Sauce, 1872

Romans
- Ruth Hall, 1854 (autobiographie, la plus célèbre de ses œuvres parmi les lecteurs modernes)
- Rose Clark, 1856

Livres pour enfants
- Little Ferns for Fanny's Little Friends, 1853
- The Play-Day Book, 1857
- The New Story Book for Children, 1864[3]

## Critique littéraire
Fern a connu un très grand succès de son vivant comme chroniqueuse. On l'explique le plus souvent par le fait qu'elle adaptait son sujet à son public. Une grande partie des lecteurs des hebdomadaires étaient des femmes, et Fern s'adressait à elles dans le style de la conversation, employant souvent des interjections et des points d'exclamation et adoptant des sujets touchant la vie quotidienne des femmes. Ses lectrices étaient des épouses et des mères qui s'inquiétaient au sujet de leurs enfants, de la mode du jour, des maris difficiles et des parents exaspérants, et se sentaient parfois opprimées, dépréciées ou stressées. Fern exprime leurs problèmes dans un langage clair, s'exprimant sur le droit de vote des femmes, leur droit sur leurs enfants lors du divorce, l'infidélité des maris, les usages sociaux qui restreignent la liberté des femmes.
Cependant, sa capacité à s'adresser à son public a également été considérée comme sa faiblesse par de nombreux critiques. Son style a parfois été considéré comme non-professionnel, féminin, et trop spontané. De nombreux critiques n'ont pas voulu prendre au sérieux un auteur qui écrivait « Humph! » dans un article et l'ont classée comme « sentimentale ». Cela a conduit à l'élaboration d'une contre-critique pour définir exactement ce qu'est une écriture « sentimentale » et en quoi elle est mauvaise. La critique a fait le point sur le statut des femmes dans la société et dans leur travail pour déterminer qui décide les normes suivant lesquelles la littérature doit être jugée. Nathaniel Hawthorne l'a louée comme une exception dans la « foule damnée des femmes griffonnant », écrivant « comme si le diable était en elle ». Fern n'a pas craint d'exprimer directement des sujets comme la victimisation économique et sociale des femmes par les hommes.

## Informations supplémentaires
- Joyce W. Warren, Fanny Fern: An Independent Woman, 1992 (considérée comme la biographie de référence[12])
- Nancy A. Walker, Fanny Fern, 1993 (l'ouvrage donne une vue d'ensemble des écrits de Fern[12])
- Bibliographie de la critique littéraire et portrait de Fern
- Fern est également signalée comme le premier auteur féminin à faire l'éloge de Walt Whitman dans une critique de Leaves of Grass. Cette démonstration d'admiration a fait l'objet de critiques, du fait du caractère controversé de l'œuvre du poète, à l'époque[13]. Il a été suggéré que Whitman avait imité Fern Leaves dans son choix de couverture pour la première édition[12].
- Dans les Incidents in the Life of a Slave Girl d'Harriet Jacobs, publiés en 1861, le personnage de « Mr. Bruce » est tiré de Nathaniel Parker Willis, le frère de Fern. Celle-ci a caricaturé son frère, présenté comme un arriviste, dans Apollo Hyacinth[12].